# Tyringham (Massachusetts)
Tyringham é uma vila localizada no condado de Berkshire no estado estadounidense de Massachusetts. No Censo de 2010 tinha uma população de 327 habitantes e uma densidade populacional de 6,69 pessoas por km².

## Geografia
Tyringham encontra-se localizado nas coordenadas 42° 14′ 28″ N, 73° 10′ 53″ O. Segundo o Departamento do Censo dos Estados Unidos, Tyringham tem uma superfície total de 48.89 km², da qual 48.3 km² correspondem a terra firme e (1.2%) 0.59 km² é água.

## Demografia
Segundo o censo de 2010, tinha 327 pessoas residindo em Tyringham. A densidade populacional era de 6,69 hab./km². Dos 327 habitantes, Tyringham estava composto pelo 97.86% brancos, o 0.92% eram afroamericanos, o 0.31% eram amerindios, o 0.92% eram asiáticos, o 0% eram insulares do Pacífico, o 0% eram de outras raças e o 0% pertenciam a duas ou mais raças. Do total da população o 0.92% eram hispanos ou latinos de qualquer raça.